# Lijst van gemeentelijke monumenten in Arnhem-Zuid

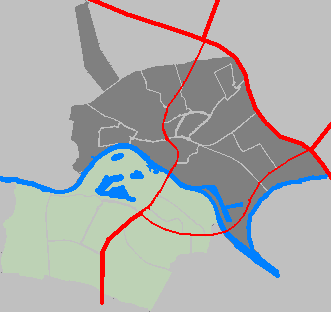
Arnhem-Zuid

Het zuidelijk gedeelte van de gemeente Arnhem, onder de rivier de Rijn, kent 22 gemeentelijke monumenten. Hieronder een overzicht:

## 't Duifje
De buurt 't Duifje kent 1 gemeentelijk monument:
| Object    | Bouwjaar | Architect | Locatie             | Coördinaten                   | Nr.         | Afbeelding |
| --------- | -------- | --------- | ------------------- | ----------------------------- | ----------- | ---------- |
| Grenspaal | 1986     |           | Oude Huissenseweg 2 | 51° 57' 19" NB, 5° 55' 53" OL | 0202/WN1552 | Grenspaal  |

## Eimersweide
De buurt Eimersweide kent 1 gemeentelijk monument:
| Object                         | Bouwjaar | Architect | Locatie      | Coördinaten                   | Nr.         | Afbeelding                     |
| ------------------------------ | -------- | --------- | ------------ | ----------------------------- | ----------- | ------------------------------ |
| Schoolgebouw (Olympus College) | 1967     |           | Zeegsingel 2 | 51° 57' 49" NB, 5° 54' 10" OL | 0202/WN1698 | Schoolgebouw (Olympus College) |

## Elden
Het dorp Elden kent 15 gemeentelijke monumenten:
| Object                                    | Bouwjaar         | Architect | Locatie           | Coördinaten                   | Nr.         | Afbeelding                                |
| ----------------------------------------- | ---------------- | --------- | ----------------- | ----------------------------- | ----------- | ----------------------------------------- |
| Woonhuis (Huize Voorburg)                 | 1740             |           | Drielsedijk 1     | 51° 57' 47" NB, 5° 53' 13" OL | 0202/WN0440 | Woonhuis (Huize Voorburg)                 |
| Fort Elden                                | 1865             |           | Drielsedijk 1     | 51° 57' 52" NB, 5° 53' 12" OL | 0202/WN0441 | Fort Elden                                |
| Afwateringssluisje en kolk (Spiekerskolk) | 1798             |           | Drielsedijk 1     | 51° 57' 53" NB, 5° 53' 22" OL | 0202/WN0442 | Afwateringssluisje en kolk (Spiekerskolk) |
| Hallehuisboerderij                        | 1836, circa 1850 |           | Drielsedijk 3     | 51° 57' 51" NB, 5° 52' 60" OL | 0202/WN0443 | Hallehuisboerderij                        |
| Park Westerveld                           |                  |           | Drielsedijk 7     | 51° 57' 52" NB, 5° 52' 52" OL | 0202/WN0445 | Park Westerveld                           |
| Transformatorhuisje                       | 1924             |           | Molenweg 2        | 51° 57' 24" NB, 5° 52' 52" OL | 0202/WN0861 | Transformatorhuisje                       |
| Voorm. kerkgebouw (Waterstaatskerk)       | 1836, circa 1880 |           | Huissensedijk 2-4 | 51° 57' 40" NB, 5° 53' 18" OL | 0202/WN1000 | Meer afbeeldingen                         |
| Grafmonument                              | 1834             |           | Huissensedijk 10  | 51° 57' 40" NB, 5° 53' 14" OL | 0202/WN1001 | Grafmonument                              |
| Grafkelder van de Bonifatiuskerk          | 1916             |           | Huissensedijk 10  | 51° 57' 40" NB, 5° 53' 14" OL | 0202/WN1002 | Grafkelder van de Bonifatiuskerk          |
| Krukhuisboerderij                         | 1790, circa 1850 |           | Klapstraat 72 B   | 51° 57' 47" NB, 5° 52' 37" OL | 0202/WN1164 | Krukhuisboerderij                         |
| Villa                                     | 1929, circa 1929 |           | Rijksweg-West 33  | 51° 57' 28" NB, 5° 52' 53" OL | 0202/WN1196 | Villa                                     |
| Grafmonument                              |                  |           | Rijksweg-West 52  | 51° 57' 31" NB, 5° 53' 4" OL  | 0202/WN1197 | Grafmonument                              |
| Grafmonument                              | 1906             |           | Rijksweg-West 52  | 51° 57' 31" NB, 5° 53' 4" OL  | 0202/WN1198 | Grafmonument                              |
| Grafmonument                              | 1885             |           | Rijksweg-West 52  | 51° 57' 31" NB, 5° 53' 4" OL  | 0202/WN1199 | Grafmonument                              |
| Villa Huize Oosterveld                    | 1886             |           | Rijksweg-West 65  | 51° 57' 36" NB, 5° 53' 2" OL  | 0202/WN1200 | Villa Huize Oosterveld                    |

## Elderveld
De wijk Elderveld kent 1 gemeentelijk monument:
| Object    | Bouwjaar | Architect | Locatie       | Coördinaten                  | Nr.         | Afbeelding |
| --------- | -------- | --------- | ------------- | ---------------------------- | ----------- | ---------- |
| Grenspaal |          |           | Drielsedijk 4 | 51° 58' 7" NB, 5° 51' 24" OL | 0202/WN0444 | Grenspaal  |

## Kronenburg
De buurt Kronenburg kent 1 gemeentelijk monument:
| Object    | Bouwjaar | Architect | Locatie          | Coördinaten                   | Nr.         | Afbeelding |
| --------- | -------- | --------- | ---------------- | ----------------------------- | ----------- | ---------- |
| Tuinbeeld |          |           | Croydonplein 416 | 51° 57' 30" NB, 5° 53' 41" OL | 0202/WN0388 | Tuinbeeld  |

## Malburgen-West
De wijk Malburgen-West kent 1 gemeentelijk monument:
| Object                         | Bouwjaar | Architect | Locatie              | Coördinaten                   | Nr.         | Afbeelding                     |
| ------------------------------ | -------- | --------- | -------------------- | ----------------------------- | ----------- | ------------------------------ |
| Ir. M.A. Brinkman Vissergemaal | 1934     |           | Gelderse Rooslaan 85 | 51° 58' 21" NB, 5° 53' 46" OL | 0202/WN0294 | Ir. M.A. Brinkman Vissergemaal |

## Rijkerswoerd
De wijk Rijkerswoerd kent 2 gemeentelijke monumenten:
| Object                      | Bouwjaar         | Architect | Locatie          | Coördinaten                   | Nr.         | Afbeelding                  |
| --------------------------- | ---------------- | --------- | ---------------- | ----------------------------- | ----------- | --------------------------- |
| Boerderij en voorm. bakhuis | 1925             |           | Mooieweg 210     | 51° 56' 35" NB, 5° 54' 10" OL | 0202/WN0874 | Boerderij en voorm. bakhuis |
| Boerderij De Korenmaat      | 1931, circa 1900 |           | Huissensedijk 30 | 51° 56' 51" NB, 5° 54' 1" OL  | 0202/WN1003 | Boerderij De Korenmaat      |